# Porcellio alpinus
Porcellio alpinus is een pissebed uit de familie Porcellionidae. De wetenschappelijke naam van de soort is voor het eerst geldig gepubliceerd in 1943 door Mulaik & Mulaik.